# Сакараму
Сакараму, స — са, буква алфавита телугу,  обозначает  глухой альвеолярный сибилянт /s/.
Са гунинтам: స, సా, సి, సీ, సు, సూ, సె, సే, సై, సొ, సో, సౌ.
Подписная «са» называется саватту.
- Саватту (телугу)
- Саотту (каннада)
- Тьенг са (кхмерский)
- Гантунган са данти (бали)